# Luís Antônio de Morais Navarro
Luís Antônio de Morais Navarro, segundo barão de Cabo Verde (Cabo Verde, Minas Gerais, 23 de maio de 1831 — Cabo Verde, 5 de dezembro de 1901), foi coronel da Guarda Nacional, cavaleiro e posteriormente comendador da Imperial Ordem da Rosa, professor, político, proprietário rural e nobre brasileiro.

## Biografia
Filho de Francisco Sales de Morais Navarro e de Francisca de Paula São José de Morais Navarro, era neto paterno do capitão João de Morais Navarro, natural de Pitangui, Minas Gerais, (por este ramo descendia do bandeirante Manuel Preto e Águeda Rodrigues), e de Maria da Conceição dos Santos Bueno de Morais Navarro - avó (ou tia avó), da Baronesa de Cabo Verde, Josefa Amelia dos Santos Bueno de Morais Navarro. 
Militou na política, sendo o chefe do Partido Liberal local, e figura exponencial na vida política e cultural da região de Cabo Verde, com projeção nos assuntos da Corte, no Rio de Janeiro. Foi eleito Presidente da Câmara municipal em 1881, 1893 e 1894, organizando e promulgando, em 1893, as Leis da referida câmara.
Criou, em 25 de setembro de 1893, através da Lei nº 9 o distrito de São Bartolomeu e no mesmo dia, pela de nº 10, o distrito de Santo Antônio da Barra que, em 28 de setembro de 1936 torna-se distrito de Caconde, passando da província de Minas Gerais para São Paulo, sendo posteriormente renomeado Barrânia, pelo decreto nº 14334, de 30 de novembro de 1944 - Leis da Câmara Municipal de Cabo Verde - 1893. 
Com o espírito docente de professor, instituiu escolas, tanto assim, que uma delas recebeu o nome de Ginásio Barão de Cabo Verde, conforme relata Adilson de Carvalho em seu livro "A Freguesia de Nossa Senhora da Assunção do Cabo Verde e sua história". 
O Tenente coronel Luís Antonio de Morais Navarro — futuro Barão de Cabo Verde —, o padre Próspero Paoliello (vigário de Muzambinho desde 1861 e tio-avô paterno de Camilo de Lellis Paoliello que se casaria, em 1903, com Eponina Magalhães Navarro, neta do Barão e da Baronesa de Cabo Verde e do professor major Joaquim Leonel Pereira de Magalhães), e Cesário Cecílio de Assis Coimbra (tio materno de Camilo de Lellis Paoliello), foram os principais fundadores da cidade de Muzambinho.

O futuro Barão de Cabo Verde então Cavaleiro da Imperial Ordem da Rosa, na época era o presidente da Câmara municipal de Cabo Verde e revestido dessa autoridade, empossa Cesário Cecílio de Assis Coimbra na presidência da Câmara municipal de Muzambinho, aos 9 de janeiro de 1881, tornando-o assim, o seu primeiro presidente, ate o ano de 1894. Nas legislaturas seguintes o Coronel Francisco Navarro de Moraes Salles, filho do Barão de Cabo Verde, também viria a ser seu presidente. 

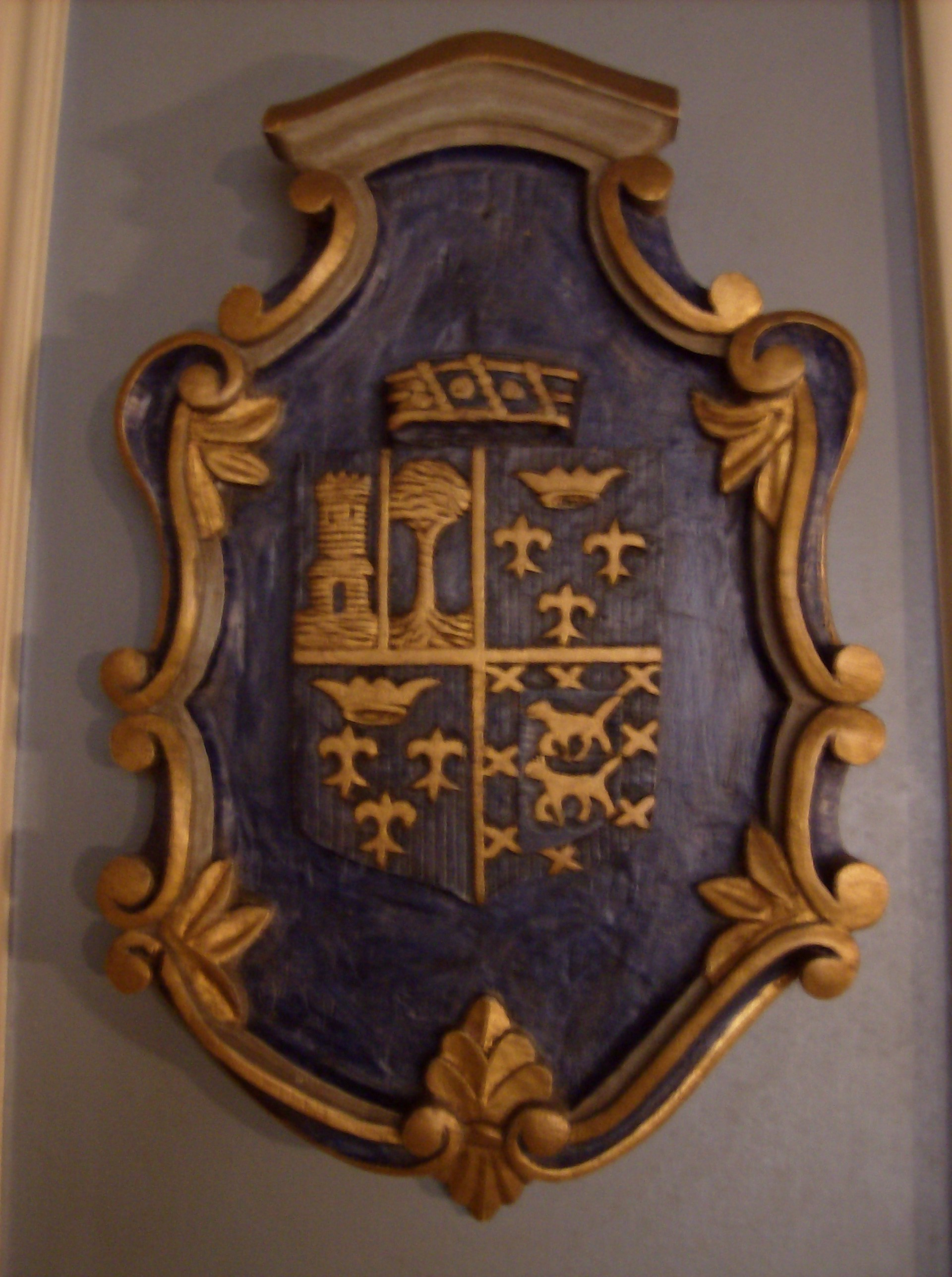
Brasão da família Morais Navarro (Acervo de seu trineto)

No período monárquico exerceu vários cargos por eleição e por nomeação do Governo Imperial. Em 18 de junho de 1881 teve o seu grau na Imperial Ordem da Rosa elevado para Comendador e aos 3 de agosto de 1889 foi titulado Barão de Cabo Verde, por Graça de Sua Majestade Imperial Dom Pedro II, recebendo em Palácio, no Rio de Janeiro, das mãos do Imperador do Brasil, a Carta de Outorga do Titulo de Barão - decreto registrado no Livro XII, pag. 120, Seção Histórica do Arquivo Nacional. 
Na República foi pela segunda vez presidente da Câmara municipal de Cabo Verde, cidade na qual a familia Morais Navarro possuia a fazenda Anhumas com um engenho, dedicando-se à produção de açúcar. Coincidentemente, decadas mais tarde, seu trineto paterno, Lamartine Navarro Júnior, fundador e "Pai do Pró-álcool" - Programa Nacional do Álcool, tornar-se-ia grande plantador de cana e usineiro, criando em Teodoro Sampaio,
Pontal do Paranapanema/SP, a destilaria Alcídia -  primeira usina implantada no Programa Nacional do Álcool - para a produção de etanol como combustivel automotivo.
A família Morais Navarro, foi, também, fundadora, em 1689, da cidade pernambucana de Paulista  na pessoa do bandeirante paulista, Manuel Álvares de Morais Navarro, e em 1853, de Jaú no estado de São Paulo, na de Bento Manuel de Morais Navarro. 
O barão deixou grande descendência no sul mineiro e São Paulo, o que propiciou o entrelaçamento de tradicionais familias paulistas e mineiras, consubstanciado, especialmente, quando uma de suas bisnetas (filha de Camilo de Lelis Paoliello e de Eponina Magalhães Navarro Paoliello), Viggianina Paoliello, casou-se, em São Paulo no ano de 1944, com Flavio de Queirós Filho - varão mais velho do Magistrado e Jurisconsulto Flávio Augusto de Oliveira Queirós, e da aristocrata paulista Julieta Penteado Pimentel de Queirós (Da. Yaya) - de importantes troncos familiares de São Paulo, dentre esses, os Camargos, Pais de Barros e Penteados.
Foi casado com sua prima em segundo grau, Josefa Amélia dos Santos Bueno de Morais Navarro, Baronesa de Cabo Verde, filha de Modesto Flávio dos Santos Bueno e de Joaquina Teixeira dos Santos Bueno. Pelo ramo de sua bisavó materna, Gervásia de Gouvea Teixeira, era descendente do bandeirante Antônio Raposo Tavares e de Beatriz Furtado de Mendonça.
A Baronesa de Cabo Verde nasceu em Uberaba em 1833, faleceu e foi sepultada em Muzambinho em 28 de agosto de 1908. 
Homenageando o barão, a prefeitura de Cabo Verde deu o seu nome a um logradouro da cidade, a avenida Barão de Cabo Verde.

## Descendência
Filhos do Barão e Baronesa de Cabo Verde
- Modesto Navarro c/c Maria Rita Bardy Navarro
- Francisco Navarro de Morais Sales c/c Delminda America Pereira de Magalhães Navarro - (ela, sobrinha materna do Barão, portanto eram primos)
- Luís Navarro
- Horácio de Morais Navarro
- Gabriela de Morais Navarro Coimbra c/c Antônio Carlos de Azevedo Coimbra
- Carolina de Morais Navarro c/c Francisco Alvaro de Morais Navarro - (ele, sobrinho paterno do Barão, portanto eram primos)
- Josefina Navarro Magalhães c/c Joaquim Pereira de Magalhães - Quinzinho Magalhães - (ele, sobrinho materno do Barão, portanto eram primos e irmão de Delminda América, acima citada)

## Nomeações e títulos
- Tenente coronel da Guarda Nacional
- Presidente da Câmara municipal de Cabo Verde, em dois períodos — de 15/1/1881 de O primeiro parâmetro é necessário, mas foi fornecido incorretamente! de {{{3}}} a 6/4/1881 de O primeiro parâmetro é necessário, mas foi fornecido incorretamente! de {{{3}}} e de 7/3/1892 de O primeiro parâmetro é necessário, mas foi fornecido incorretamente! de {{{3}}} a 6/11/1894 de O primeiro parâmetro é necessário, mas foi fornecido incorretamente! de {{{3}}}
- Cavaleiro da Imperial Ordem da Rosa, outorgado em 25 de abril de 1868 - Arquivo Nacional cx. 789 A, pac. 01, doc. 45.
- Comendador da Imperial Ordem da Rosa, outorgado em 18 de junho de 1881 - Arquivo Nacional cx. 789 B, doc. 04.
- Segundo barão de Cabo Verde, outorgado em 3 de agosto de 1889 - Decreto registrado no Livro XII, pag. 120, Seção Histórica do Arquivo Nacional.